# Сипа (оружје)
Бацач дубинских бомби Сипа (енгл. Squid) је британско противподморничко оружје из Другог светског рата. Као главно противподморничко оружје на британским ратним бродовима, Сипа је од 1943. године заменила Јеж, а сама је 1950-их година замењена оруђем Лимбо.

## Развој
На почетку Другог светског рата, главно противподморничко оружје на на британским и америчким ратним бродовима били су бацачи дубинских бомби. Међутим, већа брзина модерних немачких подморница смањила је њихову ефикасност на свега 3%, па су 1942. уведени вишецевни бацачи противподморничких зрна Јеж, који су избацивали плотун од 24 зрна одједном. али због велике силе удара на палубу при опаљењу плотуна (око 4.000 кг/цм2),  нису били погодни за мале бродове (патролне чамце). Зато су британска и америчка РМ увеле на мање бродове 1942. ракетни бацач, назван Клопка (енгл. Mousetrap). Применом Јежа вероватноћа поготка у подморницу повећана је средином 1944. на 8%, а крајем рата на 10%. Пошто при промашају зрна ударни упаљач није изазивао експлозију, то је изостајало морално дејство експлозије на посаду подморнице, па Британци 1943. уводе троцевни импулсни бацач назван Сипа, којим се избацивао плотун од три дубинске бомбе на удаљеност око 270 м.

## Карактеристике
Бацач Сипа истовремено избацује плотун од 3 дубинске бомбе. Састоји се од постоља, носача, три бестрзајне неизолучене цеви калибра 301 мм, уређаја за нагињање носача, за даљинско управљање, темпирање и централно окидање. Цеви су различите дужине (2.369, 2.054 и 1.754 мм), закошене (предња и стражња за 2.5 степени на спољну, а средња на унутрашњу страну од вертикале), сталне елевације од 45 степени. Домет плотуна (у облику трокута) износи 270 м (при брзини брода од 15 чворова повећава се на око 450 м). Носач се може нагињати око хоризонталне осе за 45 степени на сваку страну (25 степени за промену прамчаног угла гађања, а 20 степени за поправку због нагињања брода). На брод се уграђује обично у паровима.